# 309 г. пр.н.е.
309 (триста и девета) година преди новата ера (пр.н.е.) е година от доюлианския (Помпилийски) римски календар.

## Събития

### В Гърция
- Касандър и Полиперхон се помиряват след като последния получава от македонския цар Пелопонес и е назначен за стратег. В замяна на това представеният като незаконен син на Александър Велики Херакъл, който Полиперхон се опитва преди това да наложи като македонски цар, е убит[1]
- Арей I наследява дядо си Клеомен II като цар на Спарта.
- Деметрий Фалерски извършва преброяване на населението в Атика, което установява наличието на 21 000 граждани, 10 000 метеки и 400 000 роби.[2]

### В Тракия
- Лизимах основава град Лизимахия, който става столица на царството му.[3]

### В Азия
- Селевк прогонва Антигон от Иран.[4]

### В Сицилия
- Сиракузците постигат голяма победа срещу картагенците в долината на река Анап (Anapus). Картагенският военачалник Хамилкар е пленен и убит като главата му е изпратена на Агатокъл, който по това време води кампанията си в Северна Африка.[5]

### В Африка
- Картагенците побеждават нумидийците и принуждават голяма част от тях да се закълнат във вярност, но следваната от Агатокъл и войската му картагенска армия е победена и принудена да отстъпи.[6] Въпреки това победата на сиракузкия тиран не е пълна, защото нумидийците разграбват лагера на войската му.[6]
- В търсене на нови съюзници за войната срещу картагенците, Агатокъл сключва съюз на македонския пълководец Офел, който управлява Киренайка номинално под властта на Птолемей I, но реално като независим владетел.[6]

### В Римската република
- Диктатор е Луций Папирий Курсор.
- Римляните постигат победи в южна Етрурия.[7]
- Сключени са тридесетгодишни мирни договори с Перузия, Кортона и Арециум, както и съюз с Камеринум.[7]
- Самнитите завладяват Алифе, но са победени от римляните, предвождани от диктатора Курсор, при Лонгуле.[7]

## Починали
- Херакъл, извънбрачен син на Александър Македонски и персийската благородничка Барсина (роден 327 г. пр.н.е.)
- Барсина, персийската благородничка (роденa 363 г. пр.н.е.)
- Клеомен II, цар на Спарта
- Птолемей, македонски военачалник
- Хамилкар II, картагенски пълководец, син на Гискон I и внук на Ханон I Велики